# Campeonato Afro-Asiático de Clubes
O Campeonato Afro-Asiático de Clubes, as vezes referido como Copa Afro-Asiática, foi uma competição de futebol organizada conjuntamente pela Confederação Africana de Futebol - CAF e pela Confederação Asiática de Futebol - AFC, disputada entre os vencedores da Liga dos Campeões da CAF e da Liga dos Campeões da AFC, que são as principais competições entre clubes das duas confederações.
O certame foi inspirado na Copa Intercontinental (organizada pela UEFA da Europa e pela CONMEBOL da América do Sul) e decorreu de 1986 até 1998, sendo descontinuado por questões políticas envolvendo a CAF e a AFC.
Suas duas primeiras edições foram realizadas em jogo único. A partir de 1988, foi estabelecido o formato com partidas de ida e volta, com critério do gol fora de casa sendo usado como desempate seguido por uma decisão por pênaltis, se necessário — o que nunca ocorreu. Seu maior campeão é o Zamalek do Egito, sendo o único time bicampeão da competição com os títulos de 1987 e 1997; o Egito é o país que mais venceu a competição, levando o campeonato em três oportunidades com dois clubes.

## História
A CAF já contava com uma competição continental de clubes regular desde 1964, quando foi criada a então Copa Africana dos Campeões (renomeada para Liga dos Campeões da CAF em 1997). Já a AFC, apesar de seu campeonato continental ter sua edição inaugural em 1967, enfrentava crises políticas por conta da filiação da federação israelense de futebol, o que ocasionava boicotes dos clubes árabes. Após a edição de 1972 ser cancelada, o torneio asiático deixou de ser realizado por 14 anos, enquanto Israel foi banida da AFC em 1974. O campeonato só voltaria a ser realizado com regularidade a partir de 1985, apesar de ainda contar com algumas dificuldades logísticas e de calendário.
As confederações da África e da Ásia decidiram criar um campeonato aos moldes da Copa Intercontinental após notarem o sucesso desta. Com isso, CAF e AFC firmaram um acordo de organização conjunta para reunir seus respectivos clubes campeões continentais em uma decisão intercontinental: o Campeonato Afro-Asiático. As duas primeiras edições realizadas em 1986 e 1987 foram disputadas em uma única partida e foram vencidas, respectivamente, pelos sul-coreanos do Busan Daewoo Royals e pelo Zamalek do Egito. De 1988 a 1998, a competição foi realizada em jogos de ida e volta, obedecendo critérios de gols fora de casa e decisão por pênaltis, caso fosse necessário. As edições de 1990 e 1991 não foram jogadas devido à falta de datas disponíveis no calendário dos clubes.
A competição foi descontinuada após uma decisão da CAF em 30 de julho de 2000, depois que representantes da AFC apoiaram a Alemanha na votação para sediar a Copa do Mundo FIFA de 2006 em vez da África do Sul (que acabou vencendo a candidatura para a Copa do Mundo FIFA de 2010). Seus últimos vencedores foram os marroquinos do Raja Casablanca, que derrotaram os sul-coreanos do Pohang Steelers em 1998. A partir de 2005, os campeões africanos e asiáticos voltariam a se enfrentar em algumas edições nas fases eliminatórias da Copa do Mundo de Clubes da FIFA, ora disputando fases eliminatórias (como ocorreu nas edições de 2005, 2009, 2011, 2013, 2019 e 2022) ou disputando colocações inferiores (como nas decisões de terceiro lugar em 2007, 2021 e 2023; e decisões de quinto lugar em 2014, 2016 e 2017). Em fevereiro de 2018, o presidente da CAF, Ahmad Ahmad, afirmou que a entidade estava considerando reintroduzir a competição no calendário.
A partir de 2024, a FIFA promoveu uma reforma em seu Mundial de Clubes anual, passando a renomeá-lo como Copa Intercontinental da FIFA. O formato foi reformulado, com cada fase eliminatória oferecendo um troféu ao vencedor. Desde então, os campeões da CAF e AFC disputam anualmente, junto com o representante da Confederação de Futebol da Oceania - OFC, a Copa África-Ásia-Pacífico, onde o campeão da Liga dos Campeões da OFC abre a competição contra o campeão asiático ou africano, o que é revezado a cada ano. Além de valer vaga para a próxima fase do Mundial, o vencedor desta fase ganha um troféu vermelho semelhante ao do antigo Mundial de Clubes utilizado até 2023. Em sua primeira edição, o egípcio Al-Ahly eliminou o Al Ain dos Emirados Árabes (que por sua vez eliminou o Auckland City da Nova Zelândia) com uma goleada por 3 a 0, conquistando o troféu afro-asiático-pacífico.

## Campeões
| Ano  | Campeão              | Placar            | Vice              |
| ---- | -------------------- | ----------------- | ----------------- |
| 1986 | Busan Daewoo Royals  | 2 - 0             | FAR Rabat         |
| 1987 | Zamalek              | 2 - 0             | JEF United        |
| 1988 | Al-Ahly              | 3 - 1 1 - 0 4 - 1 | Tokyo Verdy       |
| 1989 | ES Sétif             | 2 - 0 3 - 1 5 - 1 | Al-Sadd           |
| 1992 | Club Africain        | 2 - 1 2 - 2 4 - 3 | Al-Hilal          |
| 1993 | Wydad Casablanca     | 0 - 0 2 - 0       | Pas               |
| 1994 | Thai Farmers Bank    | 1 - 2 1 - 0 2 - 2 | Zamalek           |
| 1995 | Espérance de Tunis   | 1 - 1 3 - 1 4 - 1 | Thai Farmers Bank |
| 1996 | Cheonan Ilhwa Chunma | 0 - 0 5 - 0       | Orlando Pirates   |
| 1997 | Zamalek              | 1 - 2 1 - 0 2 - 2 | Pohang Steelers   |
| 1998 | Raja Casablanca      | 0 - 0 5 - 0       | Pohang Steelers   |

### Títulos por clube
| Clube                 | Títulos         | Vices           |
| --------------------- | --------------- | --------------- |
| Zamalek               | 2 (1987 e 1997) | 1 (1994)        |
| Thai Farmers Bank     | 1 (1994)        | 1 (1995)        |
| Al-Ahly               | 1 (1988)        | 0               |
| Busan Daewoo Royals   | 1 (1986)        | 0               |
| Club Africain         | 1 (1992)        | 0               |
| ES Sétif              | 1 (1989)        | 0               |
| Espérance de Tunis    | 1 (1995)        | 0               |
| Raja Casablanca       | 1 (1998)        | 0               |
| Seongnam Ilhwa Chunma | 1 (1996)        | 0               |
| Wydad Casablanca      | 1 (1993)        | 0               |
| Pohang Steelers       | 0               | 2 (1997 e 1998) |
| Al-Hilal              | 0               | 1 (1992)        |
| Al-Sadd               | 0               | 1 (1989)        |
| FAR Rabat             | 0               | 1 (1986)        |
| JEF United            | 0               | 1 (1987)        |
| Orlando Pirates       | 0               | 1 (1996)        |
| Pas                   | 0               | 1 (1993)        |
| Tokyo Verdy           | 0               | 1 (1988)        |

### Títulos por país
| País           | Títulos | Vices |
| -------------- | ------- | ----- |
| Egito          | 3       | 1     |
| Coreia do Sul  | 2       | 2     |
| Marrocos       | 2       | 1     |
| Tunísia        | 2       | 0     |
| Tailândia      | 1       | 1     |
| Argélia        | 1       | 0     |
| Japão          | 0       | 2     |
| África do Sul  | 0       | 1     |
| Arábia Saudita | 0       | 1     |
| Irão           | 0       | 1     |
| Catar          | 0       | 1     |

### Títulos por continente
| Continente   | Títulos |
| ------------ | ------- |
| África (CAF) | 8       |
| Ásia (AFC)   | 3       |